# 스타니슬라우 로보트카
스타니슬라우 로보트카(슬로바키아어: Stanislav Lobotka, 1994년 11월 25일 ~ )는 슬로바키아의 축구 선수이며, 나폴리에서 미드필더로 뛰고 있다.